# وژولن
وژولن (به انگلیسی: Vazhavallan) یک روستا در هند است که در Thoothukudi district واقع شده‌است.

## خصوصیات
وژولن ۱۳ متر بالاتر از سطح دریا واقع شده‌است.